# CK Водолея
CK Водолея (лат. CK Aquarii) — двойная затменная переменная звезда типа W Большой Медведицы (EW) в созвездии Водолея на расстоянии приблизительно 2667 световых лет (около 401 парсека) от Солнца. Видимая звёздная величина звезды — от +13,47m до +12,86m. Орбитальный период — около 0,2834 суток (6,8009 часов).

## Характеристики
Первый компонент — жёлтая звезда спектрального класса G. Эффективная температура — около 5435 К.